# Richard Kadison

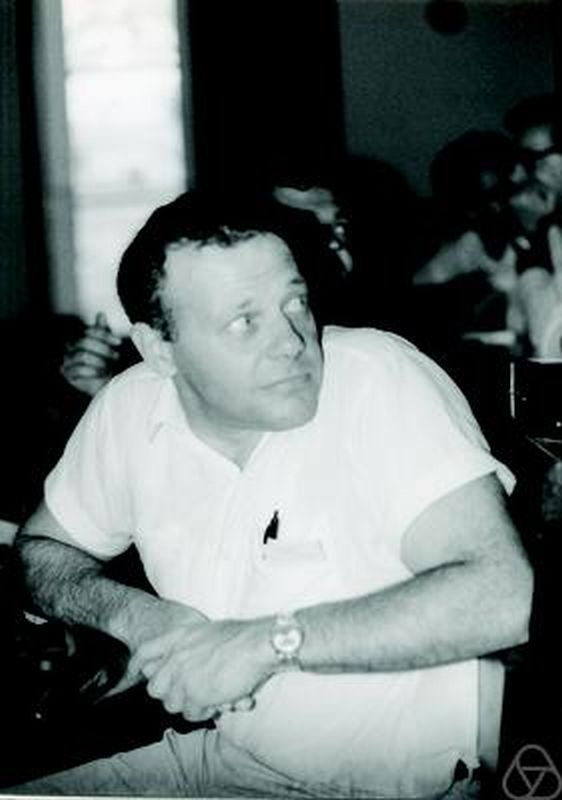
Kadison in Nizza 1970

Richard Vincent Kadison (* 25. Juli 1925 in New York City; † 22. August 2018) war ein US-amerikanischer Mathematiker, der sich mit Funktionalanalysis, Operatoralgebren und mathematischer Physik beschäftigte.
Kadison wurde 1950 an der University of Chicago bei Marshall Stone promoviert (Dissertation: A unified representation theory for topological algebra). 1950 bis 1952 war er am Institute for Advanced Study als National Research Fellow. 1952 wurde er Assistant Professor an der Columbia University, wo er dann 1956 Associate Professor und 1960 Professor wurde. Ab 1964 war er Gustave C. Kuemmerle Professor of Mathematics an der University of Pennsylvania.
Kadison war lange Zeit ein führender Wissenschaftler auf dem Gebiet der Operatoralgebren, über die er mit John Ringrose eine vierbändige Monographie schrieb. Ein Problem über Operatorenalgebren ist nach ihm und Isadore Singer benannt (Kadison-Singer-Problem, 1959: können reine Zustände abelscher Von-Neumann-Algebren eindeutig auf solche nichtabelscher Von-Neumann-Algebren ausgeweitet werden?). Es fand auch Anwendungen bzw. alternative Formulierungen in sehr verschiedenartigen anderen Gebieten der Mathematik wie der Graphentheorie und wurde 2013 von Daniel Spielman, Nikhil Srivastava und Adam W. Marcus gelöst.
Zu seinen Doktoranden zählen James Glimm, Marc Rieffel und Richard Lashof.
1954/5 war er Fulbright Fellow (in Kopenhagen), 1958 bis 1962 Sloan Research Fellow und 1969/70 Guggenheim Fellow. 1987 wurde er Ehrendoktor in Kopenhagen und 1986 in Aix-Marseille. Er war Mitglied der National Academy of Sciences und seit 2018 der American Academy of Arts and Sciences sowie auswärtiges Mitglied der Dänischen und Norwegischen Akademie der Wissenschaften. 1999 erhielt er für sein Lebenswerk den Leroy P. Steele Prize. 1970 war er Gastredner auf dem Internationalen Mathematikerkongress in Nizza (Mappings of operator algebras). Er war Fellow der American Mathematical Society.

## Schriften
- mit John Ringrose: Fundamentals of the theory of operator algebras. 2 Bände, Academic Press 1983, Neuauflage bei der AMS 1997